# Bodenseerat

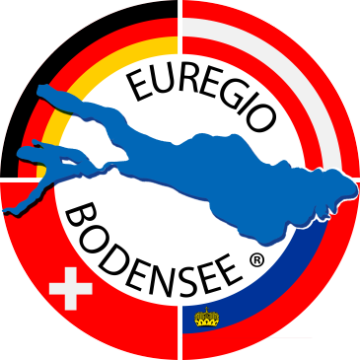
Logo Bodenseerat

Der Internationale Bodenseerat (IBR) ist eine ideelle Vereinigung bestehend aus Repräsentanten der Bodenseeanrainerstaaten.
Die Gründung erfolgte 1991 auf privater Basis von Robert Maus, Ernst Mühlemann und Horst Sund in der Universität Konstanz, um in der Euregio Bodensee die grenzüberschreitende Zusammenarbeit zu fördern.
Der Verein will dazu beitragen, dass die Menschen der Bodenseeregion ihre Identität in Europa bewahren können. Er versteht sich als zivilgesellschaftliche, beratende Institution auf der Grundlage des persönlichen Engagements seiner Mitglieder. Er behandelt alle Fragen, die von allgemeinem Interesse sind. Er gibt Empfehlungen an die Behörden und Institutionen, die in den Bodensee-Anrainer-Ländern und -Kantonen zuständig sind. Diese Empfehlungen wurden von der  Internationalen Bodenseekonferenz häufig aufgegriffen. Seit seiner Gründung ist der IBR offiziellen Partner der  Internationalen Bodenseekonferenz.

## Organisation
Der Bodenseerat hat 55 Mitglieder, die nach einer Proporzklausel vom Rat selbst berufen werden. Auf die einzelnen Anrainerstaaten entfallen folgende Mitgliederzahlen:
- Deutschland 27
- Schweiz 18
- Österreich 8
- Liechtenstein 2[6]

Der Bodenseerat tagt grundsätzlich in öffentlichen Plenumssitzungen mehrmals im Jahr und unterhält zusätzlich sechs Fachbereiche (Stand 2018):
- Kultur
- Wirtschaft
- Verkehr, Tourismus, Sport
- Landwirtschaft und Ernährung
- Wissenschaft und Technologie
- Öffentlichkeitsarbeit

Zusätzlich werden stets aktuelle Fragestellungen z. B. Migration, Integration, Energiewende etc. aufgegriffen und mit internationalen Experten diskutiert.
Von 1991 bis 2003 war Robert Maus, der Landrat von Konstanz, Präsident des Bodenseerates. Auf ihn folgte der Schweizer Nationalrat Arthur Loepfe, der bis 2017 amtierte.
Präsident des internationalen Bodenseerates seit 2017 ist Frank Hämmerle, Konstanz.
Ehrenmitglieder des Bodenseerates waren Robert Maus und Horst Sund (seit 2017, beide inzwischen verstorben).